# Sigrun Krause
Sigrun Krause   (Steinbach-Hallenberg, 28 de gener de 1954) és una esquiadora alemanya, ja retirada, especialista en esquí de fons, que va competir sota bandera de la República Democràtica Alemanya durant a dècada de 1970. És mare del també esquiador de fons Jens Filbrich.
El 1976 va prendre part als Jocs Olímpics d'Hivern d'Innsbruck, on va disputar tres proves del programa d'esquí de fons. Formant equip amb Monika Debertshäuser, Barbara Petzold i Veronika  Schmidt guanyà la medalla de bronze en la prova del relleu 4x5 quilòmetres, mentre en els 10 quilòmetres fou dorzena i en els 5 quilòmetres setzena.
En el seu palmarès també destaca una medalla de plata al Campionat del món d'esquí nòrdic de 1974, així com tres campionats nacionals.